# Manon van Rooijen
Manon van Rooijen (Leerdam, 3 luglio 1982) è una nuotatrice olandese.
Specializzata nello stile libero ha vinto una medaglia d'argento alle Olimpiadi di Sydney 2000 nella staffetta 4x100 m sl e l'oro a Pechino 2008 nella 4x100 m sl, gareggiando però solo nel turno di qualificazione.

## Palmarès
- Olimpiadi

Sydney 2000: argento nella 4x100m sl.
Pechino 2008: oro nella 4x100m sl.
- Europei

Berlino 2002: bronzo nella 4x100m sl.